# Volucella varipila
Volucella varipila är en tvåvingeart som beskrevs av Ernest F. Coe 1964. Volucella varipila ingår i släktet humleblomflugor, och familjen blomflugor. Inga underarter finns listade i Catalogue of Life.